# Spids nøgenhat
 Der er for få eller ingen kildehenvisninger i denne artikel, hvilket er et problem. Du kan hjælpe ved at angive troværdige kilder til de påstande, som fremføres i artiklen.

|  | For bandet af samme navn se Spids Nøgenhat (band) |
Spids nøgenhat, Psilocybe semilanceata (på engelsk Liberty Cap) er den næst-stærkeste hallucinogene svamp i Europa.[kilde mangler] Spises den, opnås kraftige hallucinationer. Disse ophører nogle timer efter, alt efter dosering. Grunden til dette er svampens indhold af omkring 2,5 ‰ af stoffet psilocybin.
Hatten er 1-2 cm i diameter, spids kegle- eller klokkeformet, har en lille papil og purpurbrune lameller. Stokken hvidlig og skør.
Spids nøgenhat vokser på fugtige marker og græsplæner, i særdeleshed på de kreaturgræssede.